# Alex Meyer (natation)
Pour l’article homonyme, voir Alex Meyer.
Alex Meyer, né le 5 juillet 1988 à Rochester dans le Minnesota, est un nageur américaine spécialiste des épreuves de nage en eau libre.

## Carrière
Il est notamment champion du monde en 2010 sur l'épreuve du 25 km.